# 유고슬라비아 파르티잔
유고슬라비아 파르티잔은 제2차 세계 대전 중이던 1941년부터 1945년까지 추축국과 나치 독일에 맞서 싸운 유고슬라비아의 파르티잔 조직이다. 유고슬라비아 공산당이 주도한 이 반파시즘 파르티잔 운동은 유럽의 반추축국 저항운동에서 가장 큰 승리를 거둔 것으로 평가된다.

## 개요
1941년 4월 6일 유고슬라비아 왕국은 나치 독일과 헝가리, 루마니아의 파시즘 부역자들에게 침공당했고, 무능한 유고슬라비아 왕실은 저항도 한번 해보지 못하고 추축국 점령군들에게 항복했다. 침략자들은 자신들의 침략 행위가 유럽 민족성의 회복이라는 괴변까지 늘어놓으며 안심시키려 하였다.
그러나 점령군들은 유고슬라비아에서 절도, 방화, 강간, 살인, 대학살, 제노사이드와 같은 극악무도한 아무런 죄책감 없이 인간성조차 저버린 극악무도한 범죄들을 저질르며, 주민들에게 큰 반발을 샀고 유고슬라비아 공산당은 대학살 생존자들을 보호하고 추축국에 반대하는 의인들을 규합해 유고슬라비아 파르티잔을 조직했다.
파르티잔은 1941년 6월 22일 크로아티아 지역에서 첫번째 의거를 일으키며 전국적인 반파시즘 저항운동의 신호탄을 쏘았다. 1941년 7월 4일부터 파르티잔은 전국 곳곳에서 무장의거를 일으키며 추축국 침략자들의 심장을 겨눴다. 당시 소련은 유고슬라비아 파르티잔의 유일한 동맹국이었고, 6천명 이상의 소련 출신 자원봉사자들이 파르티잔을 위해 싸웠다.
파르티잔들은 억압된 지역에서 유격전을 펼치며 민중의 지지를 얻었고, 1943년부터는 추축국들에게 점령된 대부분의 지역을 해방하고 독립국인 민주연방 유고슬라비아를 세우며 침략자들을 상대로 전술적으로 승리를 거두었다. 1944년부터는 영국을 비롯한 모든 연합군 국가의 지원을 받았고, 1945년 5월 15일 유고슬라비아 전지역에서 추축국 침략자들을 소탕하는데 성공했다.

## 목적
유고슬라비아 공산당의 통일전선인 유고슬라비아 민족해방을 위한 반파시스트 평의회의 관할이었던 이 부대는 반공주의 추축국 침략자들과 그들에 협조하는 체트니크 매국노들을 응징하고 유고슬라비아를 해방하는 것을 주된 과제로 삼았다. 한편으로는 이 조직은 국민들에게 해방후 유고슬라비아를 연방제 마르크스-레닌주의 국가로 개편할 것을 제안했다.

## 같이 보기
- 발칸 전역
- 크로아티아 독립국의 세르브인 집단학살
- 발칸반도의 파르티잔 저항운동
  - 알바니아 국민해방군
  - 그리스 저항군
  - 불가리아 인민해방반란군

## 참고

### 내용주
1. ↑  (세르보크로아트어: Narodnooslobodilačka vojska i partizanski odredi Jugoslavije, 슬로베니아어: Narodnoosvobodilna vojska in partizanski odredi Jugoslavije, 마케도니아어: Народноослободителна војска и партизански одреди на Југославија, 약칭 NOV i POЈ)

1. ↑  유고슬라비아 해방일지 (원문)
2. ↑  유고슬라비아 파르티잔의 청사진
3. ↑  유고슬라비아 파르티잔의 청사진